# Renzo Agosto
Renzo Agosto (Udine, 2 dicembre 1930 – Udine, 8 dicembre 2015) è stato un architetto italiano.

## Biografia
Renzo Agosto nacque a Udine nel 1930; il padre si era diplomato in architettura ma, in seguito alla riforma Gentile, non aveva tramutato il suo titolo di studio preferendo impegnarsi nell'impresa di costruzioni di famiglia (fondata nel 1870 circa). Renzo decise di intraprendere la carriera di architetto laureandosi allo IUAV di Venezia nel 1956.
Nel 1957 iniziò la sua attività professionale a Udine aprendo uno studio in via Marco Volpe al civico 13. Dal 1969 al 1987 lavorò presso il noto "Studio di via Mazzini n. 16" associandosi, fino al 1972, con Francesco Tentori e Gianugo Polesello, e fino al 1987 con Emilio Mattioni. Dal 1988 svolse l'attività professionale da solo, prima nello studio in via Volpe, poi dal 1996 in via Cotonificio di Passons. Dal 1964 al 1972 fu assistente volontario alla cattedra di applicazione della geometria descrittiva e a quella di elementi di architettura e rilievo, tenuta da Egle Renata Trincanato, allo IUAV di Venezia. Fu socio aderente e poi effettivo dell'Istituto nazionale di urbanistica dal 1964; al 1962 al 1980 presidente dell'Istituto udinese per le case popolari; dal 1992 presidente dell'Ordine degli architetti della provincia di Udine.
Ha partecipato alla XV Triennale di Milano, alle Biennali di Venezia del 1978 e 1985 e ad alcune mostre personali e collettive: «15 anni di architettura in Friuli» (1987), mostre itineranti a Roma e a Lubiana (1992 e 1995).
Morì a Udine l'8 dicembre 2015, all'età di ottantacinque anni.

## Opere
Durante la sua lunga attività Agosto si è distinte principalmente per le «bellissime scuole che hanno arricchito il Friuli nei suoi centri» (Tentori) e per la sua partecipazione a numerosi concorsi internazionali, nazionali e regionali. Ricordiamo per le prime l'Istituto tecnico industriale "A. Malignani" con Emilio Mattioni, Roberto Panelli ed Enzo Pascolo, iniziato nel 1959; l'Istituto professionale di stato "A. Candoni" di Tolmezzo, iniziato nel 1961 con la collaborazione, per il primo progetto, di Panelli e Pascolo; l'Istituto tecnico industriale "J. F. Kennedy" di Pordenone con Panelli, Pascolo e Mattioni, dal 1962 al 1970; la scuola media di San Sabba di Trieste progettata nel 1968; la Casa dello studente di Tolmezzo dal 1973 al 1982.
Dei numerosi concorsi ricordiamo quelli edilizi e urbanistici in collaborazione con Mattioni e Polesello: il concorso nazionale per la sistemazione planivolumetrica di un'area direzionale situata all'interno dell'area metropolitana di Firenze (1977) e il concorso nazionale per il parco Moretti di Udine (1988-89); ha partecipato inoltre a concorsi internazionali a Innsbruck, Berlino, Beirut.
Si è occupato, oltre ai restauri e ristrutturazioni, di piani territoriali (attrezzature del centro turistico dello Zoncolan, 1975-83) di piani regolatori (San Vito al Tagliamento 1972, Maniago 1997), di edilizia privata (casa Piussi a Tricesimo 1969, casa Imbernia a Tavagnacco 1970, villa C. M. a Rive d'Arcano, 1970-73) ed edilizia residenziale (edifici a Udine in via Poscolle e in viale Venezia, 1959-60, in via Marangoni, 1968-70, abitazioni ICAP, 1973-75).

## Archivio
L'archivio di Renzo Agosto è conservato presso il suo studio privato,  ha subito vari traslochi in occasione dei trasferimenti della sede dello studio che hanno comportato una parziale dispersione del materiale. Con l'alluvione avvenuta a Udine nel 1996, inoltre, parte della documentazione meno recente è andata distrutta o è stata fortemente danneggiata (l'architetto dichiara la perdita di circa 1.700 disegni) mentre la parte restante si trova tuttora depositata in una cantina. La documentazione recuperata dall'alluvione è racchiusa in 15 scatoloni, altra è sparsa nella cantina, il restante materiale è presso lo studio.